# Rottberg

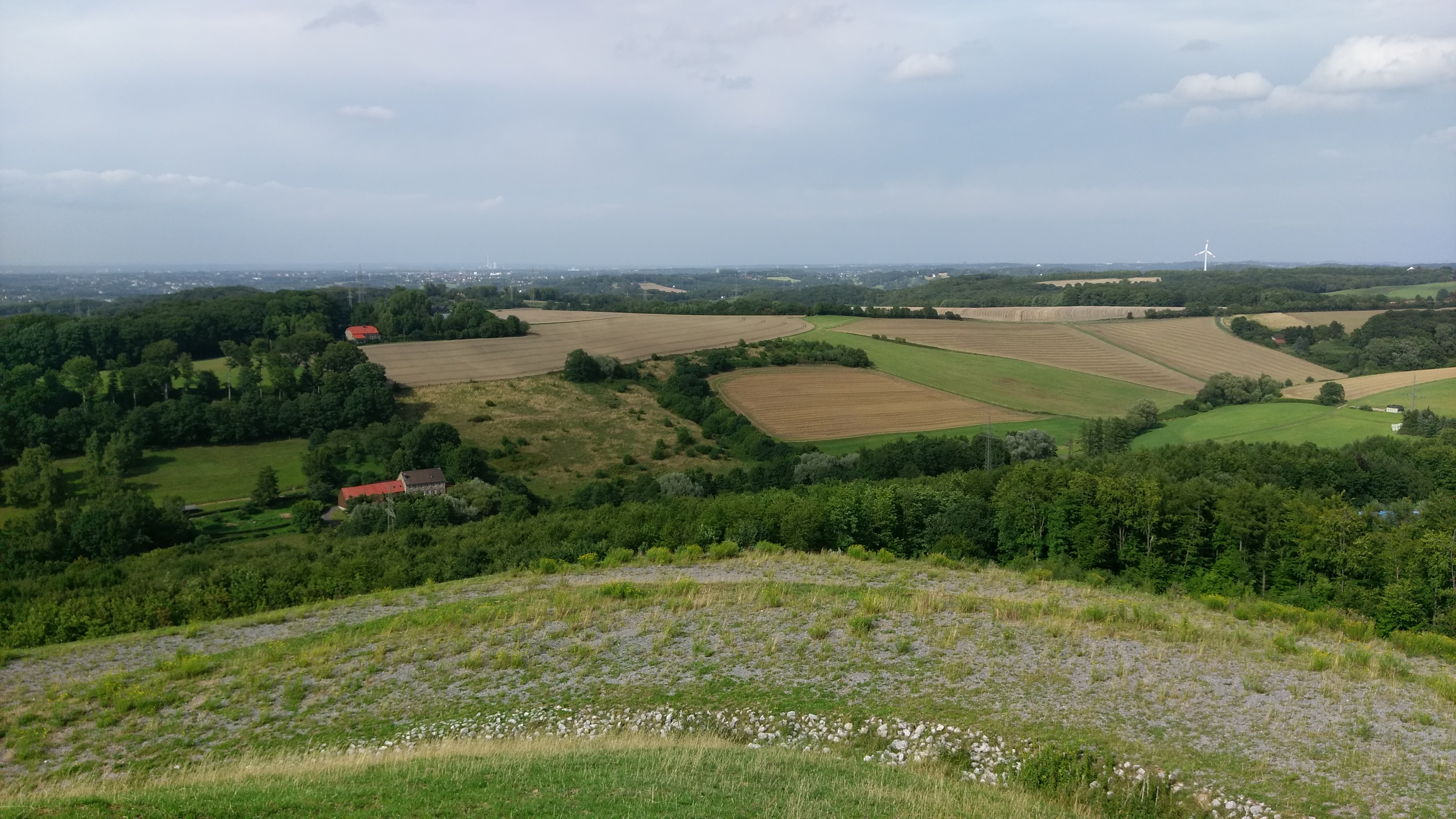
Der Kern der ehemaligen Bauerschaft Rottberg mit Haus Vogelsang im Tal der Röbbeck, dem roten Dach der ehemaligen Rottberger Schule und dem Ruhrgebiet im Hintergrund.

Der Rottberg, auch Krähenberg genannt, ist eine 218 Meter über Normalnull hohe Erhebung südlich der Ruhr im Gebiet der Stadt Velbert. Er wird bis heute überwiegend landwirtschaftlich genutzt.

## Geschichte
Der Rottberg war im Spätmittelalter und in der Frühen Neuzeit der Kern einer gleichnamigen Bauerschaft der Herrschaft Hardenberg. Diese wurde 1808 aufgehoben. Bis 1929 gehörte die Bauerschaft Rottberg zur Bürgermeisterei Neviges, seither zu Velbert.
Der Hof Willinghaus auf dem Rottberg (890 als Willinghuson erstmals erwähnt) trägt eine sächsische Namensendung.
Weit verbreitet waren im Bergischen Land die „Heck- und Nebenschulen“, welche von den Bauerschaft gemeinsam errichtet und unterhalten wurden. Die Bauern gaben ein eher unbrauchbares Stück Land her, einige Eichenbalken und den Lehm, der sich auf dem Baugrund fand. So entstanden die ersten Schulhäuser.
Bis dahin war Unterricht nur in den kirchlichen Schulen in Langenberg und Velbert möglich. Das war zu weit für die Kinder der abgelegenen Bauerschaften, die nun Eigeninitiative ergriffen, gegen die der Freiherr von Hardenberg schon 1694 ein Mandat erließ. 1709 und 1722 erfolgten erneut Verbote, jedoch ohne dauerhaften Erfolg. Das elementare Bildungswesen im Bergischen Land war damit sehr fortschrittlich, wenn man bedenkt, dass in Preussen 1717 die allgemeine Schulpflicht festgeschrieben wurde, und erst 1919 in der Weimarer Verfassung ihren Abschluss fand.
Die begüterten Bauern sorgten auch reihum für die Verpflegung der Lehrer, die über ihre ansonsten schlechte Bezahlung klagten.
Am abgelegenen Rottberg beginnt erst 1777 der ständige Unterricht in einem Fachwerkhaus am Winnacker. 1840 wurde es durch ein Bruchsteingebäude ergänzt und 1913 erweitert. Alle Gebäude der Rottberger Schule stehen noch heute. Mit der Einführung der Schulbusse endete 1968 die Zeit der kleinen Landschulen.

## Nachtscheinanlage im Zweiten Weltkrieg
Im Zentrum des Rottbergs betrieb die Luftwaffe 1941–1944 eine Nachtscheinanlage, genannt Scheindorf, welche eine vereinfachte Nachbildung der Krupp-Gussstahlfabrik, einer der größten Rüstungsbetriebe im Deutschen Reich darstellte. Die Scheinanlage zog einen beträchtlichen Teil der Bombenangriffe auf den dünn besiedelten Rottberg, war dort aber eine erhebliche Gefahr für die umliegenden Höfe.
Die Scheinanlage bestand aus einer Vielzahl von Attrappen industrieller Anlagen wie Sheddächer, Gasometer, Schornsteinen oder einer auf einer Endlosschleife fahrenden Eisenbahn. Heute ist nur noch der Leitbunker erhalten. Auf Grundlage der Forschung der ehrenamtlichen Mitarbeiter des LVR-Amt für Bodendenkmalpflege im Rheinland wurde der Leitbunker 2013 in die Denkmalliste der Stadt Velbert aufgenommen. Am Tag des offenen Denkmals am 8. September 2013 wurde er unter dem Motto „Jenseits des Guten und Schönen: Unbequeme Denkmale?“ erstmals der Öffentlichkeit zugänglich gemacht.

## Verkehr
Auf dem Rottberg liegt die Autobahnabfahrt Langenberg der Bundesautobahn 44. Hier sollte das Krähenberger Kreuz entstehen, eine Verknüpfung aus A 44 mit B 227 und K 23. Die Fortsetzung der A44 Richtung Bochum und Dortmund wurde im Jahr 2003 aus dem Bundesverkehrswegeplan gestrichen.

## Gescheiterte Projekte
Auf dem Rottberg sollten tief greifende Bauprojekte umgesetzt werden, wie die Verfüllung des östlich angrenzenden Asbachtals mit Hausmüll (gescheitert 1980), die Errichtung eines Spaßbades oder eines Bundesligastadions (verworfen 2000), die Errichtung eines Autobahnkreuzes (zurückgezogen 2003), die Erweiterung des westlich angrenzenden Gewerbegebiets Röbbeck (gescheitert 2005) oder die Errichtung eines großräumigen Freizeitparks mit Factory-Outlet-Center, genannt Sportal (seit 2005 kein Investor) für die die Stadt Velbert bereits Landkäufe und hohe Planungsaufwendungen getätigt hat.